# Anales de la Inquisición de Lima
Los Anales de la Inquisición de Lima es un trabajo investigativo de Ricardo Palma publicado por primera vez en 1863. Palma basa su estudio en las más de cinco mil obras y manuscritos sobre la América Colonial que existían en la Biblioteca de Lima antes de que fuera saqueada en 1881 por las tropas chilenas en la Guerra del Pacífico.
Los "Anales" son, en palabras del autor, "la armazón de un libro filosófico-social", el acopio paciente y meticuloso de datos, que pretende dar un cuadro realista de la forma de actuar de la Inquisición en Lima.

## Contenido
La obra contiene relatos de los autos de fe desde la fundación del Tribunal del Santo Oficio en Lima en 1570 hasta la Segunda Inquisición que comenzó a funcionar en 1815 con la reinstalación del Tribunal. Dedica además un capítulo a las supersticiones de los peruanos.
- Capítulo primero
  - Fundación del Tribunal de Lima
  - Real cédula de fundación
  - Autos de fe bajo el gobierno de don Francisco de Toledo
  - Don Martín Henríquez, IV virrey
  - El marqués de Cañete, VIII virrey
  - El marqués de Salinas, IX virrey
  - El conde de Monterrey, X virrey
  - El marqués de Montesclaros, XI virrey
  - El marqués de Guadalcázar, XIII virrey
  - Escándalo bajo el gobierno del conde de Chinchón, XIV virrey
  - El marqués de Mansera, XV virrey
  - Edicto contra los portugueses
  - Juicio de residencia y acusación de cohecho
  - El conde de Alba de Aliste, XVII virrey
  - El conde de Santisteban, XVIII virrey
  - El conde de la Monclova, XXIII virrey
  - El marqués de Villagarcía, XXX virrey
  - Decadencia del Tribunal
  - Autos de fe bajo los gobiernos de los virreyes conde de Superunda y marqueses de Osorno, de Castelfuerte y de Avilés

- Capítulo segundo
  - Auto de fe en 1587
  - Auto de fe en 1592
  - Auto del 17 de diciembre de 1595
  - Auto del 10 de diciembre de 1600

- Capítulo tercero
  - Angela Carranza
  - Procedimientos
  - Fórmula del tormento
  - La polea, el potro y el fuego
  - Refinamiento de crueldad
  - La compurgación
  - Varios pormenores
  - Doctrina del inquisidor Luis de Páramo
  - Procesos que se leyeron en el auto de 1694
  - Insignias penitenciales
  - Acusaciones contra Angela Carranza
  - Conclusión de su causa
  - El cura de San Marcelo, confesor de Angela

- Capítulo cuarto
  - Preliminares para un auto
  - Ceremonia de la publicación
  - Pregón
  - Oficios al Cabildo y Consulado
  - Fórmulas del juramento del virrey, Audiencia y pueblo
  - Extracto de los procesos del auto de 1736
  - Doña Ana de Castro
  - Sentencia de relajación

- Capítulo quinto
  - Un auto de fe bajo el gobierno del virrey marqués de Guadalcázar
  - Otro en la época del conde de la Monclova
  - Otro en la del marqués de Castelfuerte
  - Auto que presidió el marqués de Villagarcía
  - Otro en el virreinato del conde de Superunda
  - Extracto de las causas que existen en la Biblioteca Nacional
  - Una rehabilitación

- Capítulo sexto
  - Sortilegios y supersticiones
  - Herejías
  - Inquisición de las flotas y de las aduanas
  - La Biblia sixtina
  - El famoso edicto de las delaciones
  - Constitución de San Pío V
  - Don Pablo de Olavide

- Capítulo séptimo
  - Los formularios
  - Camilo Henríquez
  - Cuestiones con el virrey Amat
  - Personal de la Inquisición
  - Atribuciones que tuvieron los obispos y la primera hoguera en Lima
  - Reales cédulas para la respetabilidad del Santo Oficio
  - La cuestión con el virrey marqués de Castelfuerte
  - Un documento inédito
  - Dos inquisidores ladrones
  - Cuadros de los quemados en Lima
  - Los torniceros y los calificadores
  - Distintivos en el traje
  - La fiesta de San Pedro Mártir
  - Decreto de las Cortes de Cádiz, extinguiendo el Tribunal
  - Saqueo de la Inquisición
  - El crucifijo de resortes y la sala de tormentos
  - Pormenores varios
  - Epitafio de la Inquisición
  - Juicio sintético de Pelletan sobre la Inquisición
  - Conclusión

- La Segunda Inquisición

- Las supersticiones de los peruanos

- Contestación a una crítica

## Ediciones
- Primera edición: 1863
- Segunda edición: 1872
- Tercera edición: 1897

- Datos: Q5674321